# Kongo-Kinshasas historia
Kongo-Kinshasas historia brukar ofta räknas från det att det område som skulle bli Kongo-Kinshasa (Demokratiska republiken Kongo) underkastades europeisk kolonisering i slutet av 1800-talet men redan för 80 000 år sedan kom de första människorna till Kongobäckenet. För kulturerna och statsbildningarna i området spelade Kongofloden och dess biflöden en central roll för handel och många näringar.

## Förhistorisk tid till förkolonial tid
Arkeologiska bevis finns för att människor har bott i vad som idag utgör Kongo-Kinshasa sedan 80 000 år tillbaka, under äldre stenåldern. Regnskogarna beboddes från cirka 2500 f.Kr. av pygméfolkens jägar- och samlarsamhällen. Sudanfolk och niloter från Nord- och Östafrika förde boskapsskötsel och jordbrukstekniker till området kring 800-talet f.Kr. Bantufolk började troligtvis vandra in i nordvästra Centralafrika under 400-talet e.Kr. samtidigt som stenålderns verktyg och tekniker övergavs i och med övergången till järnåldern. Denna folkvandring, kallad bantuexpansionen, ledde till en befolkningsökning som blev grunden för bildandet av lokala och regionala handelsförbindelser och så småningom större statsbildningar. I Upembasänkan längs Lualabafloden, i norra delen av dagens Katanga, uppstod på 400-talet en kultur som runt tusen år senare skulle utmynna i bildandet av Lubariket. Däremellan utvecklades och föll dock en rad andra kulturer och samhällen, som byggde på föregångaren likt hur det romerska samhället till stor del byggde på antik grekisk kultur.

## Förkoloniala statsbildningar

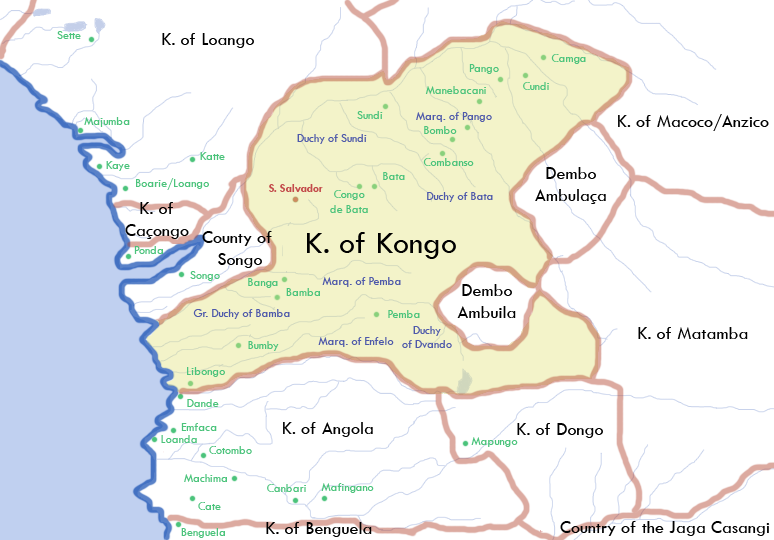
Kongorikets utbredning år 1711.

De mest kända förkoloniala statsbildningarna var Kongoriket som uppstod under 1400-talet vid Kongoflodens mynning, Kubariket som på 1500-talet uppstod genom sammanslagningen av flera hövdingadömen kring Kasaifloden och Sankurufloden, Lubariket som uppstod i Upembasänkan på 1500-talet samt Lundariket som uppstod i söder på 1600-talet. Samtliga dessa riken gick under mot slutet av 1800-talet då de europeiska kolonialmakterna delade upp Afrika mellan sig. Dock fanns europeisk närvaro i kustregionerna sedan 1600-talet då Portugal hade anlagt handelsstationer och så småningom börjat lägga under sig vad som skulle bli kolonin Portugisiska Västafrika i söder.
Slavhandeln i Afrika expanderade från 1600-talet och framåt, deltog gjorde vissa lokala folk liksom arabiska slavhandlare i norr och öster samt européer längs kusterna i väster. Runt fem miljoner afrikaner skeppades från Kongos och Angolas kustregioner.

## Kolonialstyret
Europeiska initiativ till utforskning av Kongos djupare inre regioner kulminerade i 1876 års geografiska konferens i Bryssel där Internationella Afrikasällskapet bildades med syfte att ge alla europeiska kolonialmakter del av sina expeditioner i området. Sällskapet, en sammanslutning av geografer och upptäcktsresande, skulle officiellt främja utforskning av regionen men i realiteten dominerades det av kung Leopold II av Belgien som hade personliga ambitioner vad gällde Kongo. Han anlitade den brittiske upptäcktsresanden Henry Morton Stanley, som hade erfarenhet av tidigare expeditioner till Centralafrikas inre, att resa upp längs Kongofloden och företräda Leopolds intressen gentemot den infödda befolkningen. Vid Kongokonferensen 1884–1885 beslutades att Kongobäckenet inte skulle överlåtas till någon av de etablerade kolonialmakterna utan istället tillfalla en "neutral" part som skulle garantera handelsrättigheterna på Kongofloden. Denna neutrala part blev kungen av Belgien som genom en ny bulvanorganisation, Internationella Kongosällskapet, fick kontroll över området. Kongosällskapets mål var till skillnad från det gamla Afrikasällskapet öppet ekonomiska och det fungerade som ett privatägt bolag med europeiska aktieägare. Eftersom Leopold II av Belgien bakom kulisserna kontrollerade Internationella Kongosällskapet kom vad som sedermera kallades Kongofristaten, med alla dess naturresurser och infödda folk, att behandlas som kungens privata egendom.

### Under Leopold II:s styre

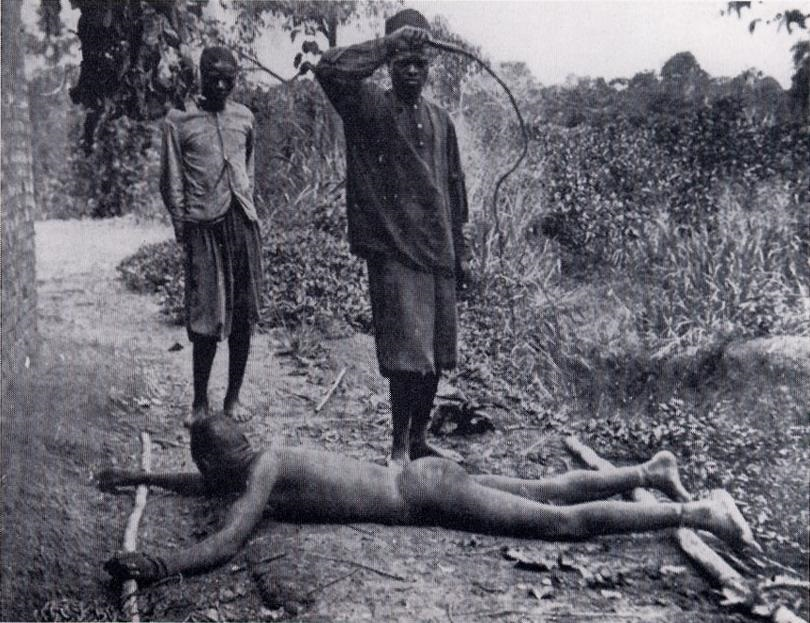
Piska av flodhästskinn används för att straffa en slav. Fotografi från tidigt 1900-tal.

Det moderna Kongo-Kinshasas gränser drogs i samband med den belgiska koloniseringen, utan hänsyn till lokala omständigheter såsom geografi, folkgrupper och så vidare. I början kontrollerades endast de västra regionerna av fristatens regering, som från sitt säte i Boma styrde enväldigt. Kolonin mobiliserades för exploatering av naturresurser som dess ägare, Leopold av Belgien, sedan kunde sälja på de globala råvarumarknaderna. En privatarmé, Force Publique, rustades för att försvara Kongofristatens gränser och besegra de arabiska slavhandlare som fortfarande kontrollerade de östligaste regionerna, men snart blev arméns huvuduppgift att upprätthålla de arbetskvoter som den infödda befolkningen påtvingades. Det uppstod emellertid internationella protester på grund av den omänskliga behandlingen av den infödda befolkningen. I Belgien anklagade en parlamentarisk utredning 1906 kungen för att ha misskött Kongo. Det visade sig senare att kungens rovdrift på naturtillgångar, främst naturgummi och elfenben, hade halverat landets befolkning – ett folkmord på cirka 10 miljoner människor. Leopold tvingades träffa ett avtal med den belgiska staten om att Kongo, som varit hans privata egendom, istället skulle bli en belgisk koloni, och så skedde kort före hans död 1909. Den belgiska staten köpte Kongofristaten från kungen för totalt 50 miljoner franc, garanterade färdigställandet av byggprojekt i kolonin för ytterligare 45 miljoner franc och övertog dessutom de enorma statsskulder som efterlämnats av kolonins förre ägare på över 110 miljoner franc.

### Belgiska Kongo (1908–60)

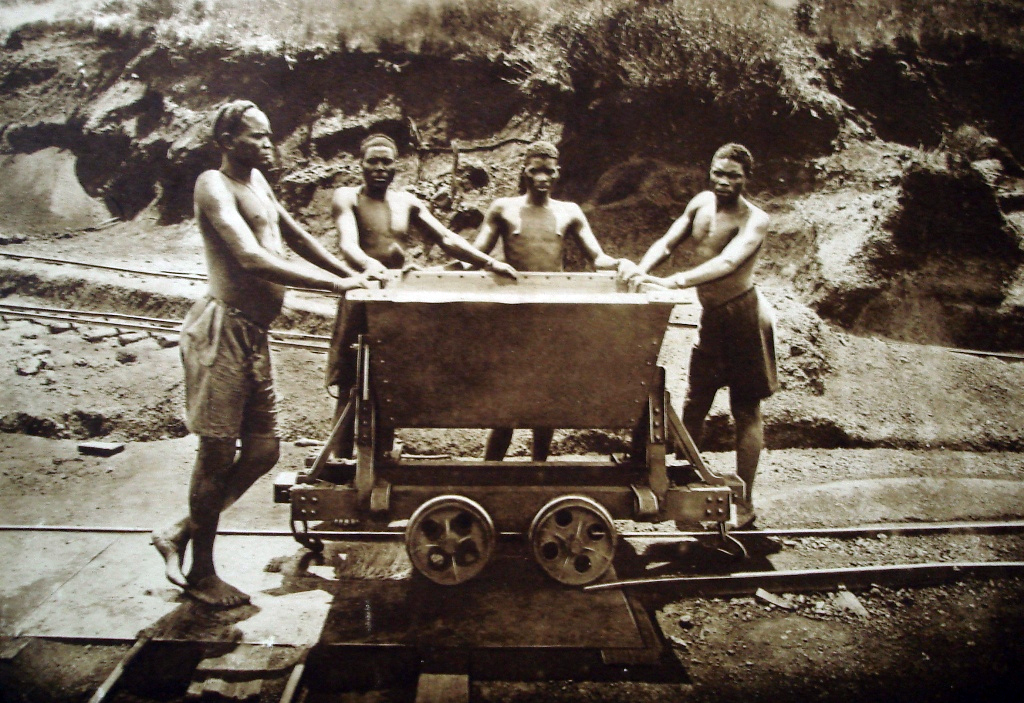
Rwandiska arbetare vid Kisangas koppargruva. Fotografi från 1920-talet.

Efter att Kongofristaten omvandlats till kolonin Belgiska Kongo år 1908 mildrades behandlingen av lokalbefolkningen marginellt även om fundamentet i det koloniala styrelseskicket, en djupt rasistiskt och religiöst grundad idé om européers överlägsenhet samt rent ekonomiska motiv för råvaruexploatering, förblev oförändrad. Slaveri existerade officiellt inte i kolonin men den afrikanska befolkningen fortsatte i praktiken att utsättas för systematiskt tvångsarbete. Belgiska Kongo saknade helt demokratiska institutioner, politiska partier var totalförbjudna, val hölls ej och alla ämbetsmän stod direkt under den belgiska regeringen. I Bryssel fanns en kolonialminister som ledde ett råd för koloniala frågor om fjorton medlemmar, av vilka åtta utsågs av kungen, tre av senaten och tre av deputeradekammaren (underhuset). Den dagliga administrationen av kolonin sköttes av en generalguvernör i Boma, biträdd av flera viceguvernörer. Kolonin var indelad i femton administrativa distrikt. Stort politiskt inflytande utövade även de europeiska storföretag som erhållit koncessioner i kolonin, exempelvis Société générale de Belgique som ensamt kontrollerade 70 % av Belgiska Kongos ekonomi.
Mellankrigstiden blev gynnsam för Kongo, efter första världskriget erhöll Belgien som NF-mandat en västlig gränsregion av före detta Tyska Östafrika, kallad Ruanda-Urundi, vilken 1925 anslöts till Belgiska Kongo. För att främja ökad råvaruutvinning i östra Kongo uppmuntrade man arbetskraftsinvandring från Ruanda-Urundi till Kongo. En inhemsk variant av kristendom, kimbanguism, spred sig bland den afrikanska befolkningen på 1920-talet. Religionen förbjöds av kolonialmyndigheterna 1925 och med den alla afrikanska religiösa organisationer. Vid samma tid flyttades huvudstadsförvaltningen från Boma till Léopoldville. Andra världskriget ledde till fortsatt ekonomisk uppgång i kolonin på grund av råvaruexporten, bland annat sålde man uran som användes i USA:s kärnvapenprogram. Investeringar gjordes i infrastruktur och urbaniseringen ökade. Samtidigt gynnades den afrikanska befolkningen endast marginellt av uppsvinget, de fortsatte att leva i fattigdom och underkastas tvångsarbete och några politiska rättigheter hade de heller inte; den strikta koloniala rassegregationen var oförändrad. Missnöjet hos den afrikanska befolkningen tvingade till slut belgarna att ge begränsade politiska rättigheter till afrikaner 1957-58 och slutligen gå med på avkolonisering och självständighet för Belgiska Kongo den 30 juni 1960.

## Åren efter självständigheten

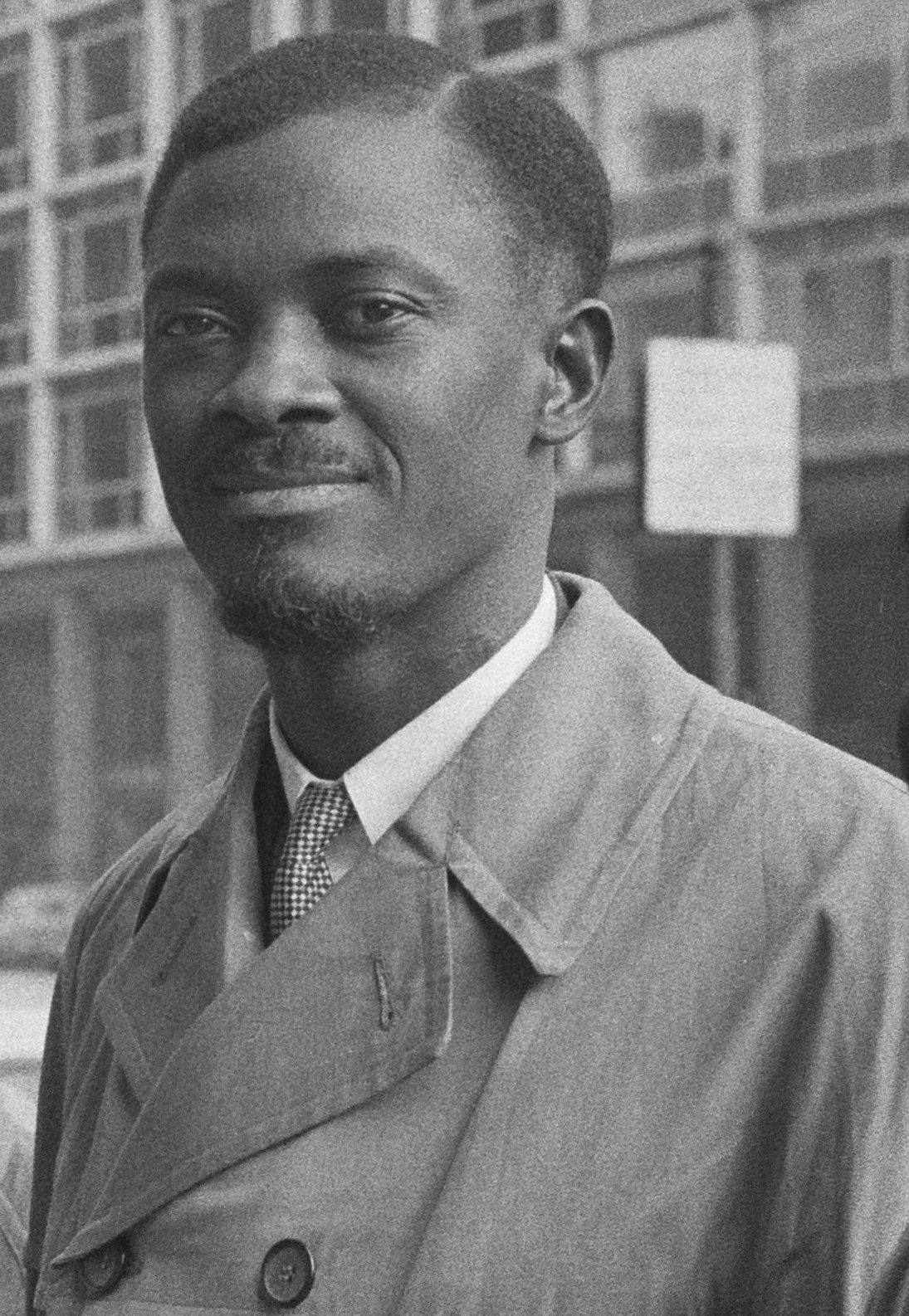
Patrice Lumumba.

Den självständiga staten fick namnet Republiken Kongo, men eftersom detta namn också användes av det tidigare Franska Kongo kallades den förra Kongo-Léopoldville för att skilja dem åt. Kongo-Léopoldvilles första folkvalda regering var splittrad mellan det vänsternationalistiska Mouvement National Congolais under premiärminister Patrice Lumumba och det konservativa Alliance des Bakongo under president Joseph Kasavubu. Det dröjde bara dagar innan den illa förberedda självständigheten och alla de djupa skillnader i kolonin, som tidigare genom kolonialmaktens repressiva metoder undantryckts, uppenbarade sig. Kolonialarmén Force Publique hade omvandlats till det självständiga Kongo-Léopoldvilles försvarsmakt, men de rasistiska strukturerna som tidigare hade hindrat svarta afrikaner från att bli officerare hade inte reformerats och därför gjorde de afrikanska soldaterna snabbt myteri runtom i landet. Samtidigt utropade de mineralrika provinserna Katanga och Sydkasai sin självständighet från Kongo, understödda av de koloniala ekonomiska intressen som efter självständigheten fortfarande fanns kvar (främst det mäktiga belgiska gruvföretaget Union Minière du Haut Katanga). På grund av den koloniala rasismen fanns knappt en enda afrikan med universitetsutbildning, inga afrikanska officerare i armén och inga afrikanska politiska ledare med stöd i hela landet. Myteriet ledde till panik bland den utbildade europeiska eliten som flydde landet och i Bryssel utnyttjade man krisen för att skicka tillbaka trupper, officiellt för att "skydda västerlänningar", till sin före detta koloni.
Oroligheterna eskalerade till vad som blev Kongokrisen vilket fick ännu en aspekt genom kalla kriget, där västmakterna tog ställning för presidenten och de mäktiga storföretagens intressen medan Sovjetunionen med allierade tog ställning för den progressive premiärministern Lumumba. Både Lumumba och Kasavubu bad Förenta nationerna om hjälp för att motstå den plötsliga belgiska invasionen. Medan FN:s generalsekreterare Dag Hammarskjöld förvisso sände en fredsbevarande styrka, ONUC, vägrade han hjälpa Kongo-Léopoldvilles regering att slå ner de av Belgien stödda separatisterna då han ansåg att detta var en intern kongolesisk angelägenhet. I detta läge försökte Lumumba att erhålla stöd av USA, och när han inte fick hjälp från Washington vände han sig slutligen till Moskva som godkände omedelbart bistånd. Lumumba, som av amerikanerna hade stämplats som kommunist, avsattes den 12 september 1960 av sin arméchef Joseph-Désiré Mobutu med stöd av CIA och skickades i januari 1961 till Katanga vars separatistledare med belgisk rådgivning lät skjuta honom. En sovjetvänlig provisorisk regering upprättades efter kuppen i landets östra delar och inbördeskriget eskalerade. 1962 besegrades den provisoriska regeringen av armén och då varken USA eller Belgien därefter såg något fortsatt "kommunistiskt hot" i Kongo-Léopoldville drog man tillbaka stödet till separatisterna i Katanga. 1963 gick provinsens ledare Moïse Tshombe i exil. 1964 bröt simbaupproret ut och stridigheterna fortsatte i landet till 1965 då general Mobutu genomförde ännu en militärkupp med stöd av CIA, denna gången avsatte han den maktlöse president Kasavubu och upptog själv presidentämbetet.

## Under Mobutu

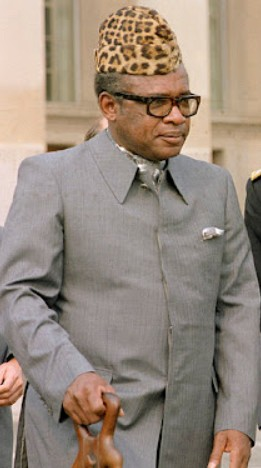
Mobutu Sese Seko.

General Mobutu utropade sig till president för en femårsperiod då landet skulle "lugna ner sig", de folkvalda institutionerna upplöstes och de västerländska storföretagens intressen skyddades. Mobutu påbörjade ett kulturellt reformprogram kallat Authenticité med syfte att förkasta det koloniala arvet och återgå till vad han menade var det "afrikanska ursprunget", märkbart internationellt genom de namnbyten på t.ex. städer som fick mer afrikanskklingande namn. Så blev huvudstaden Léopoldville år 1966 Kinshasa. 1970 hölls ett presidentval som Mobutu vann utan opposition och 1971 döptes hela landet om till Republiken Zaire. Mobutu stödde sig inte på någon uttalad ideologisk plattform eller särskild folkgrupp utan baserade sin makt på militären och sin främsta utländska allierade: USA. Alla möjliga rivaler utmanövrerades och oskadliggjordes, hans eget parti Mouvement Populaire de la Révolution blev det enda tillåtna. Statsapparaten genomsyrades av inofficiella allianser som befäste Mobutus personliga makt och urholkade institutionernas handlingsmöjligheter, omfattande nepotism och korruption blev vardag i landet. Av de 12 miljarder dollar Zaire kom att erhålla i bistånd av Internationella valutafonden tros Mobutu ha överfört runt hälften från statskassan till sina privata bankkonton.

### Nepotism och ekonomisk kollaps
I november 1973 började Mobutu även genomföra reformer på det ekonomiska området med grund i sitt program för "zairisering"; många utländska storföretags verksamhet i landet skulle övertas av den inhemska befolkningen. Något förstatligande var det dock inte utan man tvångsöverförde helt enkelt plantager, koncessioner och fast egendom från företagen till en liten grupp privatpersoner som stod nära Mobutu. Befolkningen i stort gynnades inte alls och även när Mobutu backade och tvingades gå med på att staten skulle ta över storföretagens egendom så fortsatte i praktiken den politiska eliten runt Mobutu att vara de främsta förmånstagarna. Den zairiska ekonomin fullständigt kollapsade när de nya ägarna negligerade eller plundrade sina nya företag innan de likviderades; befolkningen drabbades snabbt av massarbetslöshet och hela sektorer av ekonomin stannade upp när verksamheten dog ut. Amerikanska och belgiska storföretag hade på Mobutus order inte drabbats av några förstatliganden men i slutet av 1974 intensifierades Mobutus revolution när officiell kritik riktades mot de som plundrade ekonomin och partimedlemmar tvingades ge tillbaka den egendom de köpt från staten. De enorma belgiska företagen i landet började samtidigt att förstatligas vilket slog tillbaka mot ekonomin omedelbart eftersom Mobutus närmaste återigen gjorde enorma privata vinster på att auktionera ut företagens tillgångar och sedan låta företagen gå under och alla deras anställda bli arbetslösa.
Den zairiska statskassan erhöll liksom befolkningen i stort inte mycket av zairiseringen medan Mobutu och hans innersta krets blev förmögna. 1975 avslutades det ekonomiska programmet och företagens ursprungliga ägare återgavs stora delar av dem men för den zairiska befolkningen hade det hela varit en katastrof. Med den zairiska militären lojalt under sin kontroll kunde Mobutu fortsätta den sedan kolonialtiden pågående plundringen av landets naturresurser, och även om det emellanåt förekom kuppförsök och mindre uppror satt han säkert som landets oinskränkte ledare fram till kalla krigets slut.

### Slutet på Mobutu-eran
Amerikanskt bistånd till Zaire minskade under 1980- och 90-talen vilket tvingade Mobutu att låta införa flerpartisystem år 1990. Genuina demokratiska reformer uteblev dock och Mobutu höll sig kvar vid makten. Missnöjet bland medborgarna växte och 1991 bröt omfattande kravaller ut i huvudstaden när soldater inte fick sina löner utbetalda. Belgien och Frankrike intervenerade för att skydda västerlänningar i Kinshasa 1991 och återigen 1993 när omfattande upplopp återigen bröt ut på grund av Mobutus vägran att släppa makten och ekonomins totala kollaps. Konflikten mellan president Mobutu och oppositionen lamslog hela det politiska systemet men Mobutu var nu internationellt isolerad och mycket försvagad inom landet.

## Första Kongokriget
Efter folkmordet i grannlandet Rwanda 1994 hade runt 1,5 miljoner rwandier flytt till östra Zaire. Av dessa var många huturebeller som hade deltagit i folkmordet och fortsatte att bekämpa Rwandas nya regering, som bestod av medlemmar ur tutsifolket, från flyktinglägren på andra sidan gränsen. I och med inbördeskriget i Burundi hade tiotusentals flyktingar från detta land också sökt sig till Zaire och i de östra provinserna som historiskt präglats av motsättningar mellan olika folkgrupper eskalerade spänningarna markant. De i östra Zaire boende lokala folkgrupperna banyamulenge och banyarwanda attackerades av huturebellerna, som dessutom försökte återta makten i Kigali. Mobutus regering hade fullständigt förlorat kontrollen över de östra Kivuprovinserna och stödde dessutom huturebellerna för en invasion av Rwanda. Milisgrupper stödda av Rwanda och Uganda infiltrerade det stora grannlandet i väster för att bekämpa hutuextremisterna men kedjeeffekten av instabiliteten blev ett allmänt uppror i Zaire mot presidenten. Gerillagruppen AFDL:s militära framgångar 1997 ledde till att president Mobutu gick i landsflykt. Landet återtog namnet Demokratiska republiken Kongo eller informellt Kongo-Kinshasa och AFDL:s ledare Laurent Kabila blev ny president.

## Andra Kongokriget

Krigsparternas inflytandesfärer år 2001.

Efter att ha säkrat sin maktposition lät Laurent Kabila i juli 1998 utvisa de rwandiska och ugandiska trupperna som hade hjälpt honom komma till makten. Rwandas regering blev mycket irriterad av detta men mest oro väcktes hos banyamulengefolket i östra Kongo-Kinshasa, en folkgrupp som var etniskt besläktad med tutsifolket i Rwanda. Rwandas regering menade att Laurent Kabila förberedde ett folkmord på tutsibefolkningen i östra Kongo-Kinshasa och började stödja grupper som var missnöjda med regeringen i Kinshasa. Man gjorde också anspråk på delar av östra Kongo-Kinshasa under förevändningen att regionen historiskt tillhört Rwanda och anklagade Kabila för att stödja den i Kivuprovinserna fortfarande verksamma hutumilisen Interahamwe. Den 2 augusti 1998 bröt uppror ut i staden Goma i Norra Kivu när AFDL-soldater tillhörande banyamulengefolket gjorde myteri. Med stöd av Rwanda bildade rebellerna gerillagruppen Samling för kongolesisk demokrati (RCD). President Kabila svarade med att hetsa hutubefolkningen i Kivuprovinserna till anfall mot tutsierna och den återuppblossade etniska konflikten var ett faktum inte bara i öster utan hela Kongo-Kinshasa. RCD:s frammarsch västerut mot huvudstaden Kinshasa gick på bara ett par veckor och samtidigt lät Uganda skapa ytterligare en rebellgrupp, Kongos befrielserörelse (MLC). Den 19 augusti lyckades Laurent Kabila säkra stöd från utlandet för att skydda huvudstaden, främst av Angola, Zimbabwe och Namibia men senare även Tchad, Libyen och Sudan. Med hjälp av denna multinationella hjälpinsats kunde rebellerna pressas tillbaka från huvudstaden men utan ett avgörande nederlag.
År 1999 hamnade de tidigare allierade Uganda och Rwanda i konflikt sinsemellan, RCD splittrades och kriget blev än mer komplext och svårlöst. I februari år 2000 sände FN en fredsbevarande styrka, MONUC, till Kongo-Kinshasa för att övervaka en vapenvila från juli 1999. Laurent Kabila mördades i januari 2001 och efterträddes av sin son Joseph Kabila som Kongo-Kinshasas president och efter medling i USA gick Rwanda och rebellerna med på att dra sig tillbaka. FN rapporterade att krigsparterna, i synnerhet Rwanda, Uganda och Zimbabwe, utnyttjade konflikten för att exploatera mineralrikedomarna i Kongo-Kinshasa. År 2002 stärktes den kongolesiska regeringens ställning och utländskt bistånd ökade under Joseph Kabila samtidigt som Rwandas position kraftigt försvagades och under året hölls samtal med de flesta rebellgrupper och utländska parter i kriget.

### Fred och samlingsregering
En provisorisk författning antogs i Kinshasa den 4 april 2003 och satte formellt punkt för det krig som pågått sedan 1998. Författningen stadgade att landet under högst två och ett halvt år skulle styras av en samlingsregering med i princip alla betydande politiska krafter representerade. De dominerande grupperna i samlingsregeringen liksom det provisoriska parlamentet var president Joseph Kabila med allierade, de båda rebellrörelserna RCD (ofta kallad RCD-Goma efter den stad i östra Kongo-Kinshasa där dess högkvarter ligger) och MLC samt den civila oppositionen. Två utbrytargrupper ur RCD, RCD-Befrielserörelsen och RCD-National, den löst sammansatta regeringstrogna jägarmilisen mai-mai samt civilsamhällesorganisationer var också representerade i såväl regering som parlament.

### Fortsatta konflikter
Respekten för fredsavtalet och den provisoriska författningen var på sina håll ganska begränsad, och nya konflikthärdar hade blossat upp i Kongo-Kinshasas östra provinser mellan väpnade grupper som inte omfattades av fredsavtalet. 
Kongo-Kinshasas grannländer fortsatte att ge sitt stöd till olika parter i konflikten: Angola, Namibia och Zimbabwe stöttade den kongolesiska centralregeringen. Rwanda stöttade RCD-Goma, Uganda stöttade MLC, Burundi befann sig i fortsatt krig med hutudominerade kongolesiska gerillagrupper. Grannlandet Sudan stöttade gerillan ADF, bestående av exilugandier i kamp i första hand mot sitt hemlands regering. Decenniers vanstyre och en svagt utvecklad nationskänsla i den kolonialt skapade, konstlade statsbildningen talade mot en stabil, fredlig utveckling. Runt 3,9 miljoner människor beräknas ha dött direkt eller indirekt på grund av konflikterna i Kongo-Kinshasa 1998–2004.

## Ny författning
Den 17 maj 2005 antogs en ny författning av parlamentet som stadgade att presidenten ska utses i allmänna val för fem år och kunna omväljas en gång, att ledamöterna av parlamentets båda kamrar skall tillsättas genom allmänna val och att presidenten skall utse premiärminister på rekommendation av det parti som har en majoritet av parlamentets ledamöter. Författningen godkändes senare i en folkomröstning och 2003 års provisoriska författning ersattes men de allmänna valen sköts upp till nästföljande år.

### President- och parlamentsval 2006

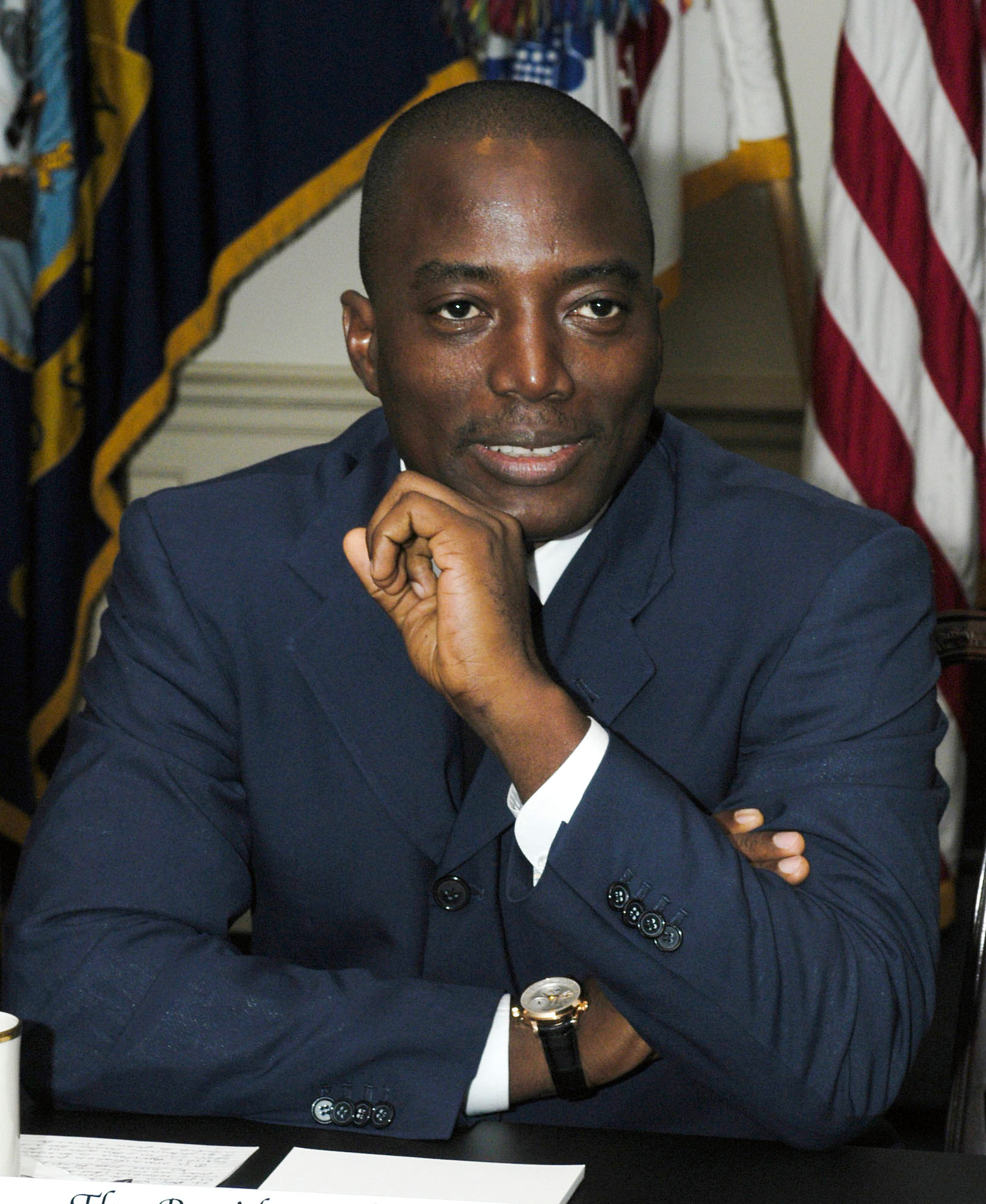
Joseph Kabila, president 2001-2019

Den 30 juli 2006 hölls i Kongo-Kinshasa ett allmänt val till både parlamentet och presidentposten. Det var det första demokratiska valet i landet sedan parlamentsvalet i maj 1960 inför Belgiska Kongos avkolonisering och nära tiotusen politiker tävlade om de femhundra platserna i parlamentet medan det i presidentvalet fanns trettiotre kandidater att välja emellan. Enligt officiella siffror låg valdeltagandet på runt 80 procent.
Sittande presidenten Joseph Kabila vann 45 procent av rösterna i presidentvalet och hans huvudmotståndare, vicepresidenten Jean-Pierre Bemba fick 20 procent. Den 20 till 22 augusti, sedan valresultatet meddelats, drabbade de två presidentkandidaternas styrkor samman på Kinshasas gator. 23 personer dödades innan polis och FN-trupper lyckades vinna kontroll över staden. Eftersom ingen presidentkandidat fick över 50 procent av rösterna så hölls en andra valomgång mellan Kabila och Bemba den 29 oktober 2006 i samband med valen till provinsförsamlingarna. Valmyndigheten meddelade onsdagen den 15 november att Joseph Kabila hade vunnit presidentvalet med 58,05 procent av rösterna mot Jean-Pierre Bembas 41,9 procent. 
Tisdagen den 21 november attackerade Jean-Pierre Bembas anhängare Högsta domstolens lokaler i Kinshasa. Dagen därpå gav den nyvalde presidenten Joseph Kabila ett ultimatum till FN:s fredsbevarande styrka i landet: Om inte MONUC inom 48 timmar hade sett till att Bembas milisstyrkor lämnade huvudstaden Kinshasa så hotade Kabila att sätta in armén istället. Ett 50-tal av Bembas soldater gav sig av från Kinshasa den 23 november. Bemba beräknades dock fortfarande ha mer än 500 soldater kvar i staden. Högsta domstolen avslog den 27 november Jean-Pierre Bembas överklagande av valresultatet. Bemba accepterade dagen därpå högsta domstolens utslag och lovade att axla rollen som oppositionsledare.

## Efter Kabila 2019-
Kongo-Kinshasa styrdes 2001−2019 av Joseph Kabila. Under åren blev Kabila en allt mer auktoritär ledare och planerade val sköts upp flera gånger. President- och parlamentsval hölls slutligen i december 2018. Oppositionsledaren Félix Tshisekedi utsågs till ny president även om det rådde tvivel om att han verkligen hade vunnit valet. Den nye presidenten blev dock beroende av Kabilas läger, som dominerade parlamentet. Kring årsskiftet 2020/2021 såg det dock ut som om Tshisekedi var på väg att, åtminstone delvis, frigöra sig från Kabilas grepp. 

## Regionala konflikter sedan krigsslutet

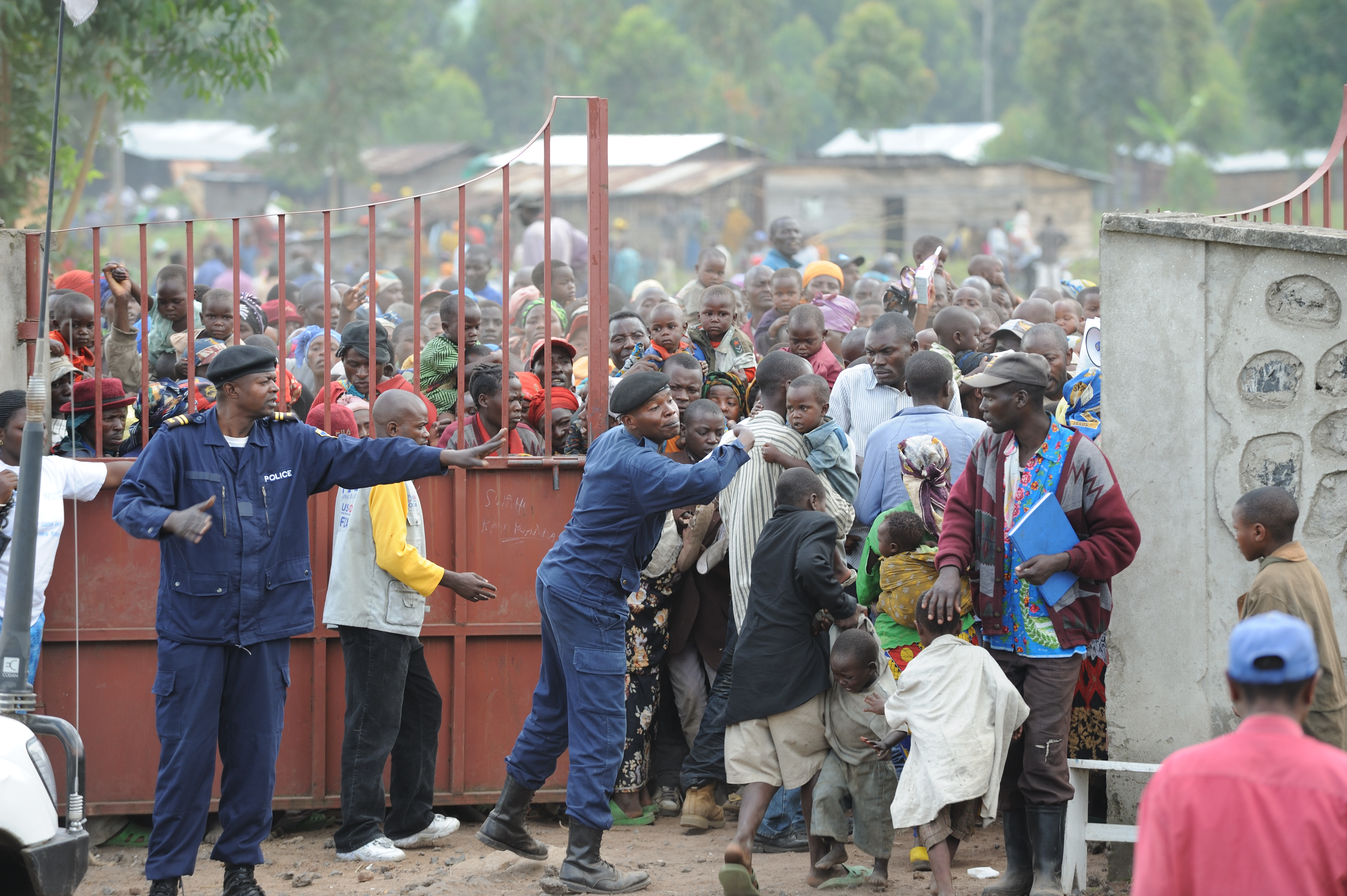
Unicef distribuerar mat i Goma, november 2008.

De östra delarna av Kongo-Kinshasa drabbades svårast av det blodiga andra Kongokriget och det är också där som våldet oftast har fortsatt efter det officiella krigsslutet år 2003. 2005 förklarade general Laurent Nkunda, tidigare tutsirebell som hade gått med i övergångsstyret efter andra Kongokriget, att han vägrade lyda under centralregeringen i Kinshasa och i januari 2006 påbörjades strider mellan Nkundas rebeller (huvudsakligen från RCD-Goma) och den kongolesiska armén. Den 26 november 2006 intog Nkundas rebeller staden Sake i den östra provinsen Norra Kivu efter eldstrid med arméförband och en indisk FN-styrka. Nkunda anklagades få inofficiellt stöd av Rwandas regering för att jaga de hutumiliser som fortsatte verka i östra Kongo-Kinshasa.
En parallell konflikt, i det mycket instabila och guldrika distriktet Ituri i nordost, lugnade ned sig år 2007 tack vare fredsavtal och lyckade demobiliseringsprogram för inblandade milisgrupper. Ituri är en del av landet som präglades av omfattande våldsamheter 1999-2003, främst mellan folkgrupperna hema och lendu. Minst 60 000 människor beräknas ha dött i den lågintensiva Iturikonflikten mellan 1999 och 2006 och konflikten har åter blossat upp på senare år.
Regionala oroligheter förekom också på politiska grunder, särskilt efter president Kabilas seger i 2006 års presidentval. Efter att en allierad till Kabila vann ett lokalt guvernörsval i den västra provinsen Bas-Congo i januari 2007 uppmanade oppositionsledaren Jean-Pierre Bembas anhängare till protester mot det påstått manipulerade valresultatet. Efter att polisen i slutet av januari 2007 stormade ett hus i provinshuvudstaden Matadi tillhörande oppositionens viceguvernörskandidat Ne Muanda Nsemi dödades minst 77 personer enligt sjukvården och vittnen.
I de östra delarna av landet fortsatte Nkunda att föra krig mot armén, under förevändning att skydda tutsier i Kongo-Kinshasa, men anklagades själv för svåra övergrepp på civilbefolkningen och för tvångsrekrytering av barnsoldater. Regeringen i Rwanda stödde Nkunda med motiveringen att man anser att resterna av hutugerillan FDLR håller sig gömda i djungeln i Norra Kivu. Mai-mai deltog också i striderna i Norra Kivu, som tvingade mer än 400 000 människor på flykt.[källa behövs] I december 2007 genomfördes en misslyckad regeringsoffensiv i Norra Kivus högland som istället resulterade i att Nkundas styrkor intog ytterligare områden, följt av vapenvila. Under hösten 2008 har striderna tagit fart igen och Nkundas trupper intog staden Goma. I början av 2009 allierade sig de forna fienderna Kongo-Kinshasa och Rwanda och gjorde gemensam sak mot rebellgrupperna.[källa behövs] Rebellerna har kritiserats för att egentligen bara vilja komma åt de naturrikedomar, främst värdefulla mineraler, som finns i de östra provinserna.

### Fotnoter
1. 1 2  ”Modern humans make special tools for fishing”. Smithsonian. Arkiverad från originalet den 2 mars 2015. https://web.archive.org/web/20150302062128/http://humanorigins.si.edu/evidence/behavior/katanda-bone-harpoon-point. Läst 10 mars 2015.
2. ↑  Yellen, John E. (1998). ”Barbed Bone Points: Tradition and Continuity in Saharan and Sub-Saharan Africa” (på engelska). African Archaeological Review 15 (3):  sid. 173-198. ISSN 1572-9842. https://link.springer.com/article/10.1023/A:1021659928822.
3. ↑  Yellen, JE; AS Brooks, E Cornelissen, MJ Mehlman and K Stewart (28 April 1995). ”A middle stone age worked bone industry from Katanda, Upper Semliki Valley, Zaire”. Science 268 (5210):  sid. 553–556. doi:10.1126/science.7725100. PMID 7725100. https://science.sciencemag.org/content/268/5210/553.
4. 1 2  Cora Granata, Cheryl A. Koos (2007). The Human Tradition in Modern Europe, 1750 to the Present, Rowman & Littlefield Publishers, s.159
5. ↑  Georges Nzongola-Ntalaja (2002). The Congo: From Leopold to Kabila: A People's History, s.21, ISBN 1842770535.
6. ↑  John Keegan. World Armies, s.822. ISBN 0-333-17236-1
7. ↑  Harms, Robert (2005). ”King Leopold’s Bonds”. The Origin of Value - The Financial Innovations that Created Modern Capital Markets. Oxford University Press. ISBN 0-19-517571-9. http://books.google.de/books?id=-oi7Osz2Ss0C&pg=PA349&lpg=PA357
8. ↑  Meredith, Martin. The Fate of Africa: From the Hopes of Freedom to the Heart of Despair, a History of Fifty Years of Independence. PublicAffairs. ISBN 1-58648-398-6
9. ↑  ”DR Congo criticises Mobutu ruling” (på engelska). BBC. 15 juli 2009. http://news.bbc.co.uk/2/hi/africa/8151959.stm.
10. 1 2 3  Zaire: A Country Study, "Zairianization, Radicalization, and Retrocession"
11. ↑  French, Howard W. (17 maj 1997). ”Anatomy of an Autocracy: Mobutu's 32-Year Reign” (på engelska). The New York Times. https://archive.nytimes.com/www.nytimes.com/library/world/africa/051797zaire-mobutu.html.
12. ↑  Sandra W. Meditz and Tim Merrill (eds.). Zaire: A Country Study. Fourth Edition. 1993.
13. ↑  Associated Press (24 september 1991). ”Thousands of Troops on Rampage Of Looting and Violence in Zaire” (på engelska). The New York Times. https://www.nytimes.com/1991/09/24/world/thousands-of-troops-on-rampage-of-looting-and-violence-in-zaire.html.
14. ↑  Associated Press (30 januari 1993). ”French Troops Enter Zaire; 45 Reported Killed in Riots” (på engelska). The New York Times. https://www.nytimes.com/1993/01/30/world/french-troops-enter-zaire-45-reported-killed-in-riots.html.
15. ↑  Reyntjens, Filip. The Great African War: Congo and Regional Geopolitics, 1996–2006. Cambridge: Cambridge UP, 2009. s. 45
16. ↑  Reyntjens, Filip. The Great African War: Congo and Regional Geopolitics, 1996–2006. Cambridge: Cambridge UP, 2009. s. 30
17. ↑  Afoaku, Osita. "Congo's Rebels: Their Origins, Motivations, and Strategies." Ed. John F. Clark. The Africa Stakes of the Congo War. New York: Palgrave Macmillan, 2002. 109-28. p. 121
18. ↑  Hate messages on East Congolese radio, BBC News, 12 August 1998
19. ↑  Laurent Baregu, Mwesiga; Landsberg, Chris (2003). From Cape to Congo: Southern Africa's Evolving Security Challenges. International Peace Academy. sid. 214
20. ↑  ”Security Council Condemns Illegal Exploitation of Democratic Republic of Congo's Natural Resources”. United Nations. 3 maj 2001. https://www.un.org/press/en/2001/sc7057.doc.htm. Läst 25 mars 2013.
21. ↑  "DRC records 80% voter turnout" Arkiverad 29 september 2007 hämtat från the Wayback Machine., South African Broadcasting Corporation, August 20, 2006
22. ↑  "Publication du calendrier de la suite des opérations électorales", Commission Electorale Indépendante, 31 juli, 2006 (franska)
23. ↑  ”https://www.regeringen.se/4a54e1/contentassets/fa5e9ab417194fe2a04b5a095e6dff37/demokratiska-republiken-kongo--manskliga-rattigheter-demokrati-och-rattsstatens-principer-situationen-per-den-30-juni-20192.pdf”. https://www.regeringen.se/4a54e1/contentassets/fa5e9ab417194fe2a04b5a095e6dff37/demokratiska-republiken-kongo--manskliga-rattigheter-demokrati-och-rattsstatens-principer-situationen-per-den-30-juni-20192.pdf. Läst https://www.regeringen.se/4a54e1/contentassets/fa5e9ab417194fe2a04b5a095e6dff37/demokratiska-republiken-kongo--manskliga-rattigheter-demokrati-och-rattsstatens-principer-situationen-per-den-30-juni-20192.pdf.
24. ↑  "Arrest Laurent Nkunda For War Crimes", Human Rights Watch, February 1, 2006
25. ↑  Kinzer, Stephen (3 november 2008). ”The new Rwanda” (på engelska). The Guardian. https://www.theguardian.com/commentisfree/2008/nov/03/congo-rwanda-genocide-violence.
26. ↑  http://www.irinnews.org/report/70449/drc-another-rebel-group-gives-up-arms
27. ↑  Uppsala Conflict Data Program Conflict Encyclopedia, Conflict Name: Hema – Lendu, Conflict Summary, Non-state Conflict Arkiverad 26 juni 2015 hämtat från the Wayback Machine.
28. ↑  Allen, Karen (30 november 2006). ”Eastern DR Congo rebels to disarm” (på engelska). BBC. http://news.bbc.co.uk/2/hi/africa/6158331.stm.
29. ↑  Bavier, Joe (1 februari 2007). ”At least 37 killed in west Congo violence” (på engelska). The Washington Post. http://www.washingtonpost.com/wp-dyn/content/article/2007/02/01/AR2007020101083_pf.html.
30. ↑  Bavier, Joe (2 februari 2007). ”Army, U.N. deploys in western Congo after violence” (på engelska). Reuters. https://www.reuters.com/article/idUKL0224249320070202. Läst 11 november 2021.
31. ↑  Hari, Johann (30 oktober 2008). ”Johann Hari: How we fuel Africa's bloodiest war” (på engelska). Independent. https://www.independent.co.uk/voices/commentators/johann-hari/johann-hari-how-we-fuel-africas-bloodiest-war-978461.html. Läst 14 februari 2020.